# Dardurus spinipes
Dardurus spinipes là một loài nhện trong họ Amaurobiidae.
Loài này thuộc chi Dardurus. Dardurus spinipes được Hugh Davies miêu tả năm 1976.